# 鼻洗浄
鼻洗浄（はなせんじょう,nasal lavage）、鼻腔洗浄（びくうせんじょう）、鼻うがい（Nasal irrigation）とは、液体を鼻腔から入れ口や鼻から出し、鼻腔内を洗浄する方法のことである。広義の鼻洗浄では、生理食塩水鼻スプレーまたはネブライザーを使用して粘膜を湿らせることを指すこともある。

## 医療用途

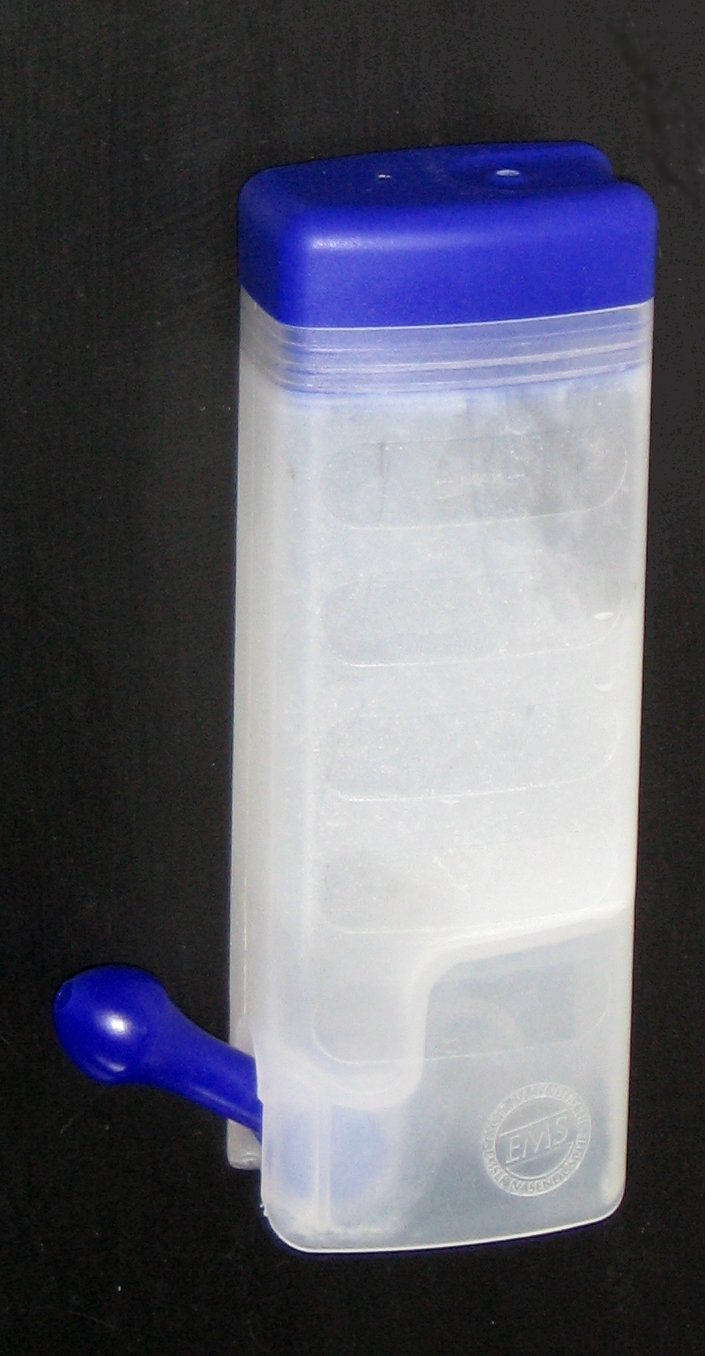
薬局で一般に入手可能な鼻洗浄装置

鼻腔洗浄は、さまざまな鼻腔の症状に対して処置されている。

### 慢性副鼻腔炎
慢性副鼻腔炎においては効果的な補助療法になりえる。さらに鼻腔洗浄は、職場の粉塵に起因する慢性副鼻腔炎に対しての有効な手段であると報告されている。さらなる根拠は、花粉症と風邪の両方に効果があることも示唆している。鼻腔洗浄は、アレルギー性鼻炎や慢性副鼻腔炎の治療にも有効である。
カナダと米国のガイドラインでは、すべての副鼻腔炎と、鼻腔手術後の清掃について鼻腔洗浄を勧告している。

### 鼻炎
鼻腔洗浄はアレルギー性鼻炎に起因する症状の、一時的な緩和として広く受け入れられている。その作用機序は、鼻および鼻腔におけるアレルゲンについて、大量の生理食塩水による実際のフラッシングである。

### 急性上気道感染
風邪や急性副鼻腔炎といった急性上気道感染については、鼻腔洗浄が利益をもたらすとの仮説がある。

### 鼻腔手術
鼻腔手術によって、鼻腔洗浄の効果を増強することができる。鼻腔洗浄剤としては、大量の生理的食塩水が好ましい手法である。

## 技法
鼻に水が入ると激しい痛みが起こる。これは、プールなどの水に塩素などの刺激性の高い物質が含まれていることや、浸透圧が体液と異なることが原因である。通常の水道水を用いて行うこともできるが、これには潜在的なリスクがあり、また粘膜を刺激するので不快になりえる。したがって通常は生理的食塩水が使用される。同様の理由にて、冷水よりもぬるま湯が好まれる。

### 生理食塩水
生理食塩水は浸透圧が人間の体液に等しい液体で、注射や輸液にも使用されている医薬品である。1リットルの水に食塩9gを溶かすことで作ることができる。医薬用の生理食塩水は、耳鼻咽喉科などで処方されることがある。生理食塩水は、多くの場合、ポリエチレンの容器や点滴のパックに入っている。

### 市販薬
市販の家庭用医薬品で鼻洗浄を行えるものがある。これは、生理食塩液をベースに作られており、メントールなどの香料が入っていることが多い。小型のスプレー型やカップを使って鼻に流し込むタイプなど様々な種類がある。